# Heinrich VIII. (Glogau)
Heinrich VIII. von Glogau (auch Heinrich VIII. „der Sperling“; * 1357/63; † 14. März 1397 in Sprottau) war von 1369 bis 1378 (gemeinsam mit seinen Brüdern) Herzog von Sagan und (herzoglich) Glogau und ab 1378 bis 1397 Herzog von Freystadt, Grünberg und Sprottau sowie ab 1394 bis zu seinem Tod 1397 Herzog von Sagan und herzoglich Glogau. 

## Herkunft und Familie
Heinrich VIII. entstammte dem Glogauer Zweig der Schlesischen Piasten. Seine Eltern waren Heinrich V. „der Eiserne“ († 1369) und Anna († 1363), Tochter des Herzogs Wacław von Płock. Zwischen 1382 und 1388 vermählte er sich mit Katharina († 1420), Tochter des Oppelner Herzogs Wladislaus II. Der Ehe entstammten die Kinder:
- Johann I. († 1439), ⚭ 1405/1409 Scholastika († 1462/63), Tochter des Kurfürsten Rudolf III. von Sachsen-Wittenberg.
- Heinrich IX., Herzog von Glogau, Freystadt und Crossen; ⚭ 1423/1430 Hedwig, Tochter des Herzogs Konrad III. von Oels.
- Heinrich X. († 1423), Herzog von Glogau und Freystadt
- Wenzel († 1431), Herzog von Glogau und Crossen
- Anna († 1426/33), ⚭ Herzog Kasimir I. von Auschwitz († 1433)

## Leben
Beim Tod seines Vaters Heinrich V. 1369 waren Heinrich VIII. und seine älteren Brüder Heinrich VI. d. Ä. und Heinrich VII. „Rampold“ noch nicht volljährig. Deshalb wurden sie unter die Vormundschaft des Liegnitzer Herzogs Ruprecht I. gestellt, der sich 1372 mit ihrer bereits verwitweten Schwester Hedwig vermählte. Bei den entstandenen Erbstreitigkeiten spielte der Liegnitzer Herzog Ludwig eine Vermittlerrolle. Er war ein Schwager ihres verstorbenen Vaters und erreichte, dass von einer Teilung von dessen hinterlassenen Gebieten zunächst abgesehen wurde. Zwar erfolgte 1378 doch eine Teilung, da aber Heinrichs VIII. Brüder 1393 bzw. 1394 ohne Nachkommen starben, war der gesamte Besitz, bis auf halb Guhrau, das an Oels abgegeben werden musste, ab 1394 unter Heinrich VIII. vereint.
Durch seine Ehe mit Katharina von Oppeln stand Heinrich VIII. ein Anrecht auf Oberglogau und Prudnik zu. Obwohl er mit diesen belehnt wurde, gelangte er nicht dauerhaft in deren Besitz.
Heinrich starb 1397 infolge eines Unfalls bei einem Ritterturnier. Da seine Söhne noch nicht volljährig waren, wurden sie, wie schon ihr Vater, unter die Vormundschaft ihres Onkels Ruprecht I. von Liegnitz gestellt.